# Richard Wright (músico)
Richard William Wright (Hatch End, 28 de julho de 1943 — Londres, 15 de setembro⁣⁣ de 2008) foi um tecladista e compositor inglês que co-fundou a banda de rock progressivo Pink Floyd. Ele apareceu em quase todos os álbuns do Pink Floyd e se apresentou em todas as suas turnês. Ele foi introduzido no Hall da Fama do Rock and Roll em 1996 como membro do Pink Floyd.
Wright cresceu em Hatch End, Middlesex, e conheceu seus futuros companheiros de banda do Pink Floyd, Roger Waters e Nick Mason, enquanto estudava arquitetura na Regent Street Polytechnic, em Londres. Depois de se juntar ao vocalista e compositor Syd Barrett, o Pink Floyd alcançou sucesso comercial em 1967. Barrett foi substituído por David Gilmour em 1968, que, junto com Waters e Wright, assumiu a composição. Wright inicialmente contribuiu significativamente para a banda como cantor e compositor, escrevendo e fornecendo vocais principais em músicas como "Remember a Day" e o single "It Would Be So Nice" (ambos de 1968). Mais tarde, Wright atuou principalmente como arranjador em composições de Waters e Gilmour. Ele começou a contribuir menos no final da década de 1970 e deixou a banda após uma turnê pelo The Wall em 1981.
Ele retornou como músico de estúdio em 1987 para A Momentary Lapse of Reason, tornando-se membro em tempo integral novamente para The Division Bell em 1994. As sessões com Wright durante esse período foram posteriormente lançadas no álbum de 2014 The Endless River. As influências de jazz de Wright e seu estilo distinto de tocar teclado foram uma parte importante do som do Pink Floyd. Além de tocar órgãos Farfisa e Hammond e sintetizadores Kurzweil, ele cantava regularmente na banda e assumiu os vocais principais em músicas como "Time" (1973) e "Wearing the Inside Out" (1994).
Wright gravou dois álbuns solo e teve uma breve participação na dupla pop Zee, com Dave Harris, do Fashion. Após a apresentação do Pink Floyd no Live 8, em 2005, ele se tornou parte da banda de turnê de Gilmour. Wright morreu de câncer de pulmão em Londres em setembro de 2008, aos 65 anos.

## Biografia
Richard Wright, cujo pai era bioquímico-chefe na Unigate, cresceu em Hatch End, Middlesex, e foi educado na Haberdashers' Aske's School. Ele aprendeu sozinho a tocar violão, trombone, trompete e piano aos 12 anos, enquanto se recuperava de uma perna quebrada. Sua mãe o encorajou a se concentrar no piano. Ele teve aulas particulares de teoria musical e composição na Eric Gilder School of Music e foi influenciado pelo trad jazz revival, aprendendo saxofone junto com seus outros instrumentos, mas continuando a se concentrar no piano. Em 1962, incerto sobre seu futuro, Wright matriculou-se na Regent Street Polytechnic (mais tarde incorporada à Universidade de Westminster) para estudar arquitetura.
Na Regent Street Polytechnic, Wright conheceu os músicos Roger Waters e Nick Mason, e todos os três se juntaram a uma banda formada por seu colega de classe Clive Metcalf chamada Sigma 6. A posição de Wright era inicialmente tênue, pois ele não escolheu um instrumento definitivo, tocando piano se um pub tivesse um, caso contrário, optando pela guitarra base ou trombone.
Wright mudou-se com Waters e Mason para uma casa em Stanhope Gardens, Highgate, e eles começaram ensaios sérios para se tornarem um grupo profissional. Embora Mason e Waters fossem estudantes competentes, Wright achou a arquitetura de pouco interesse e depois de apenas um ano de estudo mudou-se para o London College of Music. Ele fez uma pausa nos estudos e viajou para a Grécia para um ano sabático. Seu senhorio, Mike Leonard, comprou um órgão elétrico Farfisa e substituiu Wright brevemente na banda. No entanto, este órgão se tornou o principal instrumento de Wright.

## Carreira

### Décadas de 1960–1970: Pink Floyd
Por meio de um amigo, Wright organizou a primeira sessão de gravação do Pink Floyd em um estúdio em West Hampstead, pouco antes do Natal de 1964. O guitarrista Bob Klose e o guitarrista e cantor Syd Barrett se juntaram à banda, que se tornou Pink Floyd. A primeira música solo de Wright, "You're the Reason Why", apareceu em 1964 na Decca como lado B de um single de Adam, Mike e Tim.
O Pink Floyd se estabilizou com Barrett, Waters, Mason e Wright em meados de 1965, e depois de shows frequentes naquele ano se tornaram regulares no circuito underground de Londres. Enquanto Barrett era o membro dominante, escrevendo e cantando a maioria das músicas, Wright tinha um importante papel de apoio, tocando teclado, cantando harmonia e contribuindo com arranjos. Ele também ocasionalmente escrevia e cantava músicas. Como o músico mais qualificado tecnicamente, Wright também era responsável por afinar as guitarras de Barrett e o baixo de Waters durante os shows. Mais tarde, ele usou um afinador para afinar as guitarras silenciosamente durante os shows. Antes do Pink Floyd adquirir uma equipe de estrada em tempo integral, Wright agia como o roadie principal, descarregando o equipamento e embalando-o em cada show.

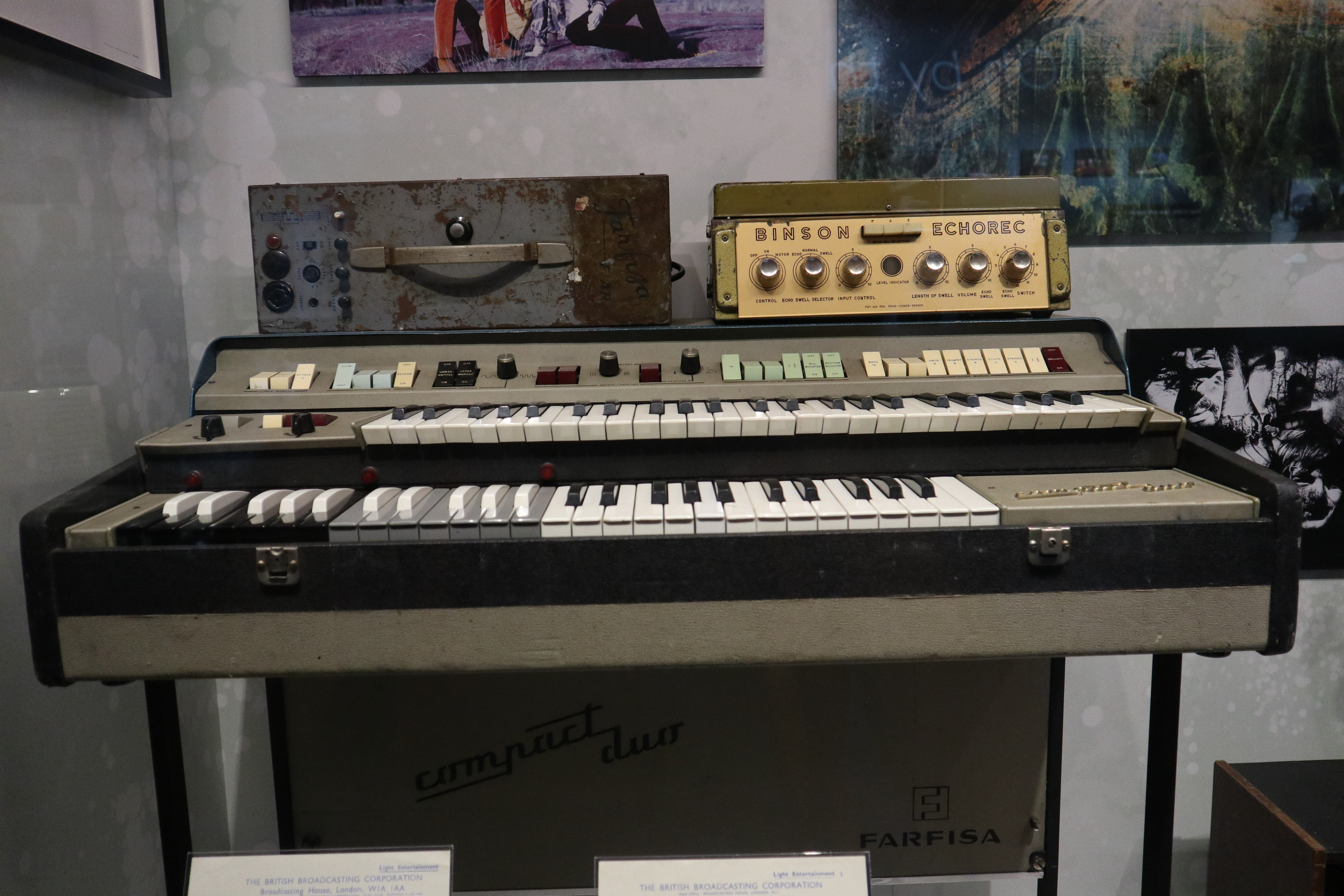
Órgão Farfisa Compact-Duo de Wright, usado em A Saucerful of Secrets.

O Pink Floyd lançou seu álbum de estreia, The Piper at the Gates of Dawn, em 1967. Embora não tenha sido creditado, Wright cantou a voz principal nas canções escritas por Barrett, "Astronomy Domine" e "Matilda Mother". Exemplos de suas primeiras composições incluem "Remember a Day", "See-Saw", "Paint Box" e "It Would Be So Nice".
Wright era amigo próximo de Barrett, e em certo momento a dupla dividiu um apartamento em Richmond, Londres. Depois que Barrett foi forçado a sair do Pink Floyd em 1968 devido a problemas de saúde mental, Wright considerou sair e formar um grupo com ele, mas percebeu que não seria prático. Wright tocou no segundo álbum solo de Barrett, Barrett (1970), e ajudou na sua produção. Ele se lembrou de trabalhar no álbum como uma forma de ajudar Barrett de qualquer maneira possível. Ele foi convidado em um show do Sutherland Brothers & Quiver em 1974 no Newcastle Polytechnic.
Após a substituição de Barrett por David Gilmour, Wright assumiu algumas composições, mas gradualmente se tornou menos envolvido. Seu teclado continuou sendo parte integrante do set ao vivo da banda, particularmente em "Interstellar Overdrive", "Set the Controls for the Heart of the Sun" e "Careful with That Axe, Eugene". Ele contribuiu com temas para as trilhas sonoras dos filmes do Pink Floyd para More, Zabriskie Point e Obscured by Clouds. Ele fez contribuições significativas nos arranjos para composições mais longas, como "Atom Heart Mother", "Echoes" (na qual ele cantou os vocais principais com Gilmour) e "Shine On You Crazy Diamond". Em The Dark Side of the Moon, de 1973, ele compôs a música para "The Great Gig in the Sky" e "Us and Them". Ele também contribuiu para a composição de faixas como "Time", para a qual ele cantou a voz principal nas seções de ponte, "Breathe" e "Any Colour You Like".

### Final da década de 1970 – início da década de 1980: Conflito e saída do Pink Floyd
Wright gravou seu primeiro álbum solo, Wet Dream, no início de 1978 no Super Bear Studios, França, que contou com o guitarrista de turnê do Pink Floyd, Snowy White, e o ex-saxofonista do King Crimson, Mel Collins. Várias músicas do álbum fazem referência à sua casa de férias em Lindos. O álbum foi lançado em setembro com sucesso comercial mínimo.
As contribuições de Wright diminuíram no final da década de 1970, quando Waters começou a dominar o processo de composição. Animals (1977) foi o primeiro álbum do Pink Floyd sem créditos de composição para Wright. Na época em que o grupo gravou The Wall em 1979, Waters ficou frustrado porque Wright não estava contribuindo, mas reivindicando uma parte igual dos royalties de produção. Wright se recusou a recuperar o atraso nas gravações, pois seu primeiro casamento havia se deteriorado e ele não via seus filhos o suficiente, decidindo que a família era mais importante. Ele disse mais tarde: "Tanto eu quanto Dave... tínhamos pouco a oferecer, por preguiça ou algo assim. Olhando para trás, embora eu não percebesse, eu estava deprimido."
Waters considerou processar Wright, mas decidiu que seria mais fácil para Wright sair no final do projeto. Wright falou com Gilmour, que disse que o apoiaria para permanecer na banda, mas sentiu que ele havia contribuído pouco para o álbum. Wright concordou em sair, mas terminaria o álbum e a turnê que o acompanha. Waters, Gilmour, o produtor Bob Ezrin, o compositor Michael Kamen e o músico de estúdio Fred Mandel também tocaram partes de teclado em The Wall. Wright geralmente ia para o estúdio tarde da noite, quando os outros membros da banda não estavam lá. Ele não foi creditado por suas partes nas primeiras prensagens do álbum, o que foi corrigido posteriormente.
A saída de Wright do Pink Floyd não foi confirmada publicamente até anos depois. Como ele foi mantido como músico de sessão assalariado durante a turnê de The Wall, a maioria dos fãs não sabia que ele não era mais um membro. Ele lembrou: "Eu coloquei tudo o que pude nas apresentações e acho que Roger aprovou isso. Conversávamos civilizadamente um com o outro. Não foi tão ruim assim." Embora ele continuasse bravo com o tratamento que recebeu de Waters, ele disse que não estava triste por deixar o Pink Floyd, pois "a banda havia perdido qualquer sentimento de comunicação e camaradagem nessa época... Era uma banda que eu sentia que estava caindo aos pedaços — o que, claro, aconteceu."
Wright foi o único membro do Pink Floyd a lucrar com a turnê Wall, já que o prejuízo líquido teve que ser suportado pelos membros da banda. Ele não compareceu à estreia de 1982 do filme do Pink Floyd – The Wall. Em 1983, o Pink Floyd lançou The Final Cut, o único álbum do Pink Floyd no qual Wright não aparece. Sua ausência dos créditos do álbum foi a primeira vez que os fãs perceberam que ele havia saído.

### 1983–1995: Zee e retorno ao Pink Floyd

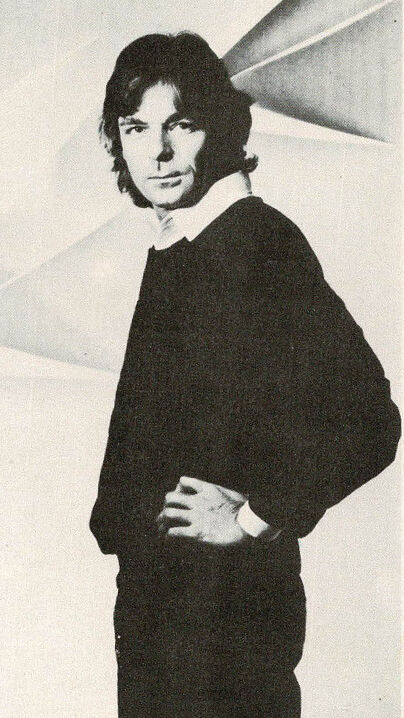
Wright em um pôster promocional do grupo Zee por volta de 1984

Durante 1983-1984, Wright formou uma dupla musical, Zee, com Dave Harris da banda Fashion. A dupla foi apresentada por um amigo em comum, o saxofonista Raphael Ravenscroft. Eles assinaram um contrato com a EMI Records e lançaram apenas um álbum, Identity, que foi um fracasso comercial e de crítica. Wright mais tarde se referiu a Zee como "um experimento que é melhor esquecer".
Após a saída de Waters em 1985, Wright começou a contribuir para o Pink Floyd novamente, começando com A Momentary Lapse of Reason (1987). No entanto, ele permaneceu como um músico assalariado, pois seu contrato o proibia de voltar a se juntar como membro. Nos créditos do álbum, Wright foi listado entre os outros músicos de sessão e sua foto não apareceu na capa interna com Gilmour e Mason.
Em 1994, Wright havia oficialmente retornado ao Pink Floyd. Em 2000, ele disse: "Sou um membro pleno, mas contratualmente não estou no mesmo nível de Dave e Nick." Para o segundo álbum do Pink Floyd sem Waters, The Division Bell (1994), ele coescreveu cinco músicas e cantou a voz principal em "Wearing the Inside Out", que ele coescreveu com Anthony Moore. Wright inicialmente não tinha certeza sobre contribuir para o álbum, mais tarde dizendo que "não parecia o que tínhamos concordado ser justo". A Division Bell Tour foi a última do Pink Floyd. Wright, como Mason, se apresentou em todas as turnês do Pink Floyd.

### 1996–2005:Broken Chinae reencontro com Waters
Em 1996, inspirado por sua contribuição bem-sucedida para The Division Bell, Wright lançou seu segundo álbum solo, Broken China, que foi coescrito com Moore, que também ajudou na produção e engenharia. O álbum aborda o tema da depressão e ajudou Wright a lidar com o fato de ver sua esposa e amigos afetados por ela. As contribuições vieram do baixista Pino Palladino, do baterista Manu Katché e do guitarrista Dominic Miller (ambos conhecidos por seu trabalho com Sting) e do guitarrista Tim Renwick (outro associado do Pink Floyd). Gilmour contribuiu com uma parte de guitarra para "Breakthrough", que não foi usada na mixagem final. Sinéad O'Connor cantou os vocais principais em "Reaching for the Rail" e "Breakthrough", com Wright cantando o restante. Wright considerou levar o álbum em turnê, mas concluiu que não seria financeiramente viável. Em 2006, ele co-escreveu o lado B de Helen Boulding "Hazel Eyes" com Chris Difford.
Em 1999, o tecladista da turnê do Pink Floyd, Jon Carin, juntou-se à esposa de Wright para reunir Wright e Waters após 18 anos separados. Os homens se encontraram nos bastidores após uma apresentação de Waters. Wright tocou em vários shows solo de Gilmour em 2002, contribuindo com teclados e vocais, incluindo sua composição "Breakthrough". Em 2 de julho de 2005, Wright, Gilmour e Mason foram acompanhados por Waters no palco pela primeira vez desde os shows do Wall para um breve set no show Live 8 em Londres. Foi a última vez que todos os quatro membros se apresentaram juntos. Wright passou por uma cirurgia de catarata em novembro daquele ano, o que o impediu de comparecer à indução do Pink Floyd no Hall da Fama da Música do Reino Unido.

### 2005–2008: Trabalho com Gilmour

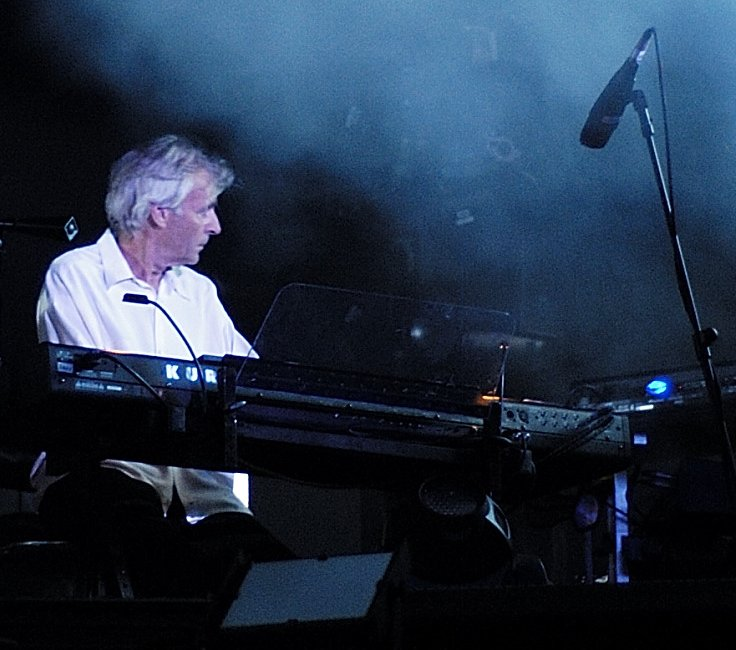
Wright se apresentando em Munique em 2006

Em 2006, Wright se tornou um membro regular da banda de turnê de Gilmour, junto com os ex-membros do Pink Floyd Jon Carin, Dick Parry e Guy Pratt. Ele contribuiu com teclados e vocais de apoio para o álbum solo de Gilmour de 2006 On an Island, e se apresentou ao vivo na Europa e América do Norte naquele ano. No palco com Gilmour, ele tocou teclado, incluindo uma releitura do órgão Farfisa para "Echoes". Wright cantou a voz principal em "Arnold Layne", que foi lançada como single ao vivo. Ele recusou uma oferta para se juntar a Waters e Mason na turnê Dark Side of the Moon Live de Waters para passar um tempo trabalhando em um projeto solo. Naquele ano, Wright se juntou a Gilmour e Mason para uma exibição do vídeo do show ao vivo do Pink Floyd Pulse. Questionado sobre se apresentar novamente, Wright respondeu que ficaria feliz no palco em qualquer lugar. Ele explicou que seu plano era "vagar" e tocar ao vivo sempre que Gilmour precisasse de seus serviços.
Wright se apresentou no concerto tributo a Barrett "Madcap's Last Laugh" no Barbican Centre em Londres em 10 de maio de 2007. Foi organizado por Joe Boyd em memória de Barrett, que havia morrido em julho anterior. A primeira metade contou com uma apresentação solo de Waters, enquanto a segunda metade concluiu com Wright, ao lado de Gilmour e Mason, tocando "Arnold Layne". Em meados de 2007, Wright estava morando sozinho em Kensington, Londres. Ele gostava de tocar como parte da banda solo de Gilmour, chamando-a de "a turnê mais divertida que já fiz na minha vida". Naquele ano, ele gravou uma jam com a banda de Gilmour, que foi lançada no álbum de 2024 de Gilmour, Luck and Strange.

## Morte
Wright morreu de câncer de pulmão em sua casa em Londres em 15 de setembro de 2008, aos 65 anos. Na época de sua morte, ele estava trabalhando em um novo álbum solo, que deveria incluir uma série de peças instrumentais.
Os membros sobreviventes do Pink Floyd prestaram homenagem a Wright. Waters disse que era "difícil exagerar a importância de sua voz musical no Pink Floyd dos anos 60 e 70", e acrescentou que estava feliz por eles terem se reunido para o Live 8. Mason disse que as contribuições de Wright foram subestimadas e que sua forma de tocar "foi o som que uniu tudo", comparando seu status de "quieto" na banda ao de George Harrison, dos Beatles. Gilmour o chamou de "meu parceiro musical e meu amigo", e elogiou a capacidade de Wright de misturar sua voz com a de Gilmour, como em "Echoes". Gilmour reiterou que seria errado continuar como Pink Floyd sem ele. Na edição atualizada de suas memórias, Mason escreveu que "as texturas e cores distintas e flutuantes que [Wright] trouxe para a mistura foram absolutamente cruciais para o que as pessoas reconhecem como o som do Pink Floyd... Ele certa vez resumiu sua filosofia musical dizendo: 'A técnica é tão secundária às ideias'. Muitos excelentes tecladistas podiam e de fato imitavam e recriavam suas partes, mas ninguém além de Rick tinha a habilidade de criá-las em primeiro lugar."
Oito dias após a morte de Wright, Gilmour cantou "Remember a Day", uma composição de Wright do segundo álbum de estúdio do Pink Floyd, A Saucerful of Secrets (1968), em uma transmissão ao vivo de Later... with Jools Holland na BBC Two como uma homenagem a Wright. Gilmour disse que Wright pretendia se apresentar com ele naquele dia, mas não estava bem o suficiente. Gilmour e Mason cantaram a música juntos no serviço memorial de Wright, que foi realizado no Notting Hill Theatre. Jeff Beck executou um solo de guitarra sem acompanhamento.
Gilmour dedicou sua música "A Boat Lies Waiting" de seu quarto álbum de estúdio solo Rattle That Lock (2015) em memória de Wright. Ela apresenta uma amostra da voz de Wright. A letra define a tristeza de Gilmour por sua morte e gira em torno da mortalidade e do amor de Wright pelo mar. Em 2014, o Pink Floyd lançou seu décimo quinto e último álbum de estúdio, The Endless River, composto principalmente de música instrumental gravada durante as sessões do Division Bell, juntamente com novas músicas gravadas entre 2010 e 2014. Ele contém partes inéditas gravadas por Wright. Mason descreveu o álbum como uma homenagem a Wright.

## Estilo musical
A principal influência de Wright foi o jazz, particularmente Miles Davis e John Coltrane. Ele não se considerava um compositor típico, preferindo criar álbuns inteiros de música com um tema. Ele disse: "Se as palavras saíssem como a música, e não tivéssemos mais nada para fazer, então algumas seriam escritas." Várias composições creditadas a Wright surgiram da improvisação e de tentativas aleatórias de ideias, algumas das quais foram adotadas com entusiasmo por seus companheiros de banda. Wright disse mais tarde: "Eu apenas toco e não penso realmente no que estou fazendo[;] eu apenas deixo acontecer". De todos os membros do Pink Floyd, Wright era o mais reservado, sentando-se atrás dos teclados e concentrando-se na música.
Na década de 1970, Wright ouviu algumas bandas contemporâneas de rock progressivo e gostou particularmente do Genesis, liderado por Peter Gabriel. Mais tarde, ele pediu a alguns músicos da banda solo de Gabriel que tocassem em Broken China. Wright gostava de tocar órgão e considerava o estilo que usava no Pink Floyd único. Ele tocou solos no início da carreira do Floyd, frequentemente usando escalas heptatônicas, como em "Matilda Mother" e "Set the Controls for the Heart of the Sun". Sua formação em jazz o levou a se interessar por música de forma livre, com a adesão ao andamento sendo menos importante. Mais tarde, ele estava mais interessado em complementar cada peça com órgão, piano elétrico ou sintetizador como instrumento de apoio, embora ainda apresentasse solos ocasionais.

### Equipamento

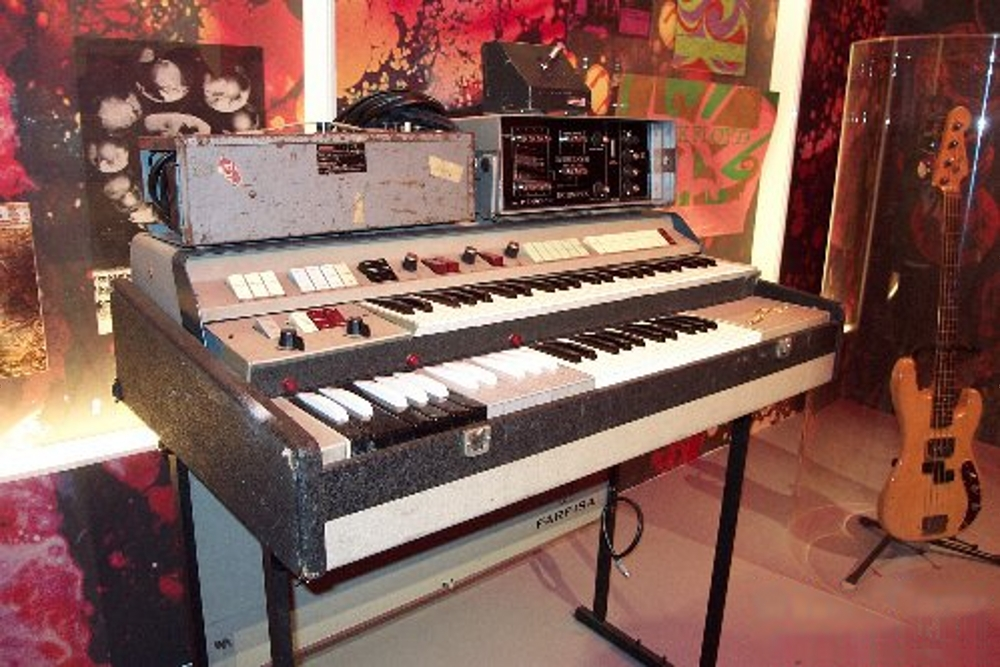
Órgão Farfisa Compact Duo de Richard Wright e unidade Binson Echorec

Nos primeiros dias do Pink Floyd, Wright se interessou por metais antes de se estabelecer nos órgãos elétricos Farfisa como seu principal instrumento no palco. Ele originalmente possuía um modelo Combo Compact de manual único, que foi usado nas primeiras gravações de "Interstellar Overdrive", e mais tarde ele atualizou para um Compact Duo de manual duplo. Durante a década de 1960, Wright confiou muito em seu Farfisa alimentado por um delay Binson Echorec, como ouvido no álbum ao vivo Ummagumma. Em turnês posteriores, o Farfisa foi alimentado por um controle de joystick permitindo que o sinal fosse enviado por até seis alto-falantes em um auditório, que era chamado de "Azimuth Coordinator". Wright parou de usar o Farfisa depois de The Dark Side of the Moon, mas o revisitou nos anos posteriores, tocando-o na turnê On An Island de Gilmour. Foi gravado para as sessões que eventualmente se tornaram The Endless River.

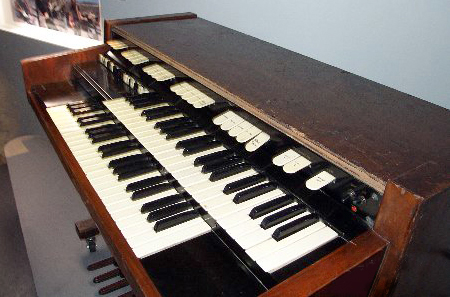
Órgão Hammond M-102 de Wright, usado em Pink Floyd: Live at Pompeii.

Wright tocou piano e órgão Hammond no estúdio desde o início da carreira de gravação do Pink Floyd; usando os pedais de baixo do Hammond para a seção final de "A Saucerful of Secrets". Ele usou um Mellotron no estúdio para algumas faixas, incluindo "Sysyphus" de Ummagumma e na suíte "Atom Heart Mother". Por um breve período em 1969, Wright tocou vibrafone em várias músicas da banda e em alguns shows ao vivo, e reintroduziu o trombone em "Biding My Time". Ele começou a usar um órgão Hammond regularmente no palco ao lado do Farfisa por volta de 1970 e um piano de cauda se tornou parte de sua configuração usual de concerto ao vivo quando "Echoes" foi adicionado ao repertório regular do Pink Floyd. Todos os três teclados são usados no filme do concerto Pink Floyd: Live at Pompeii.

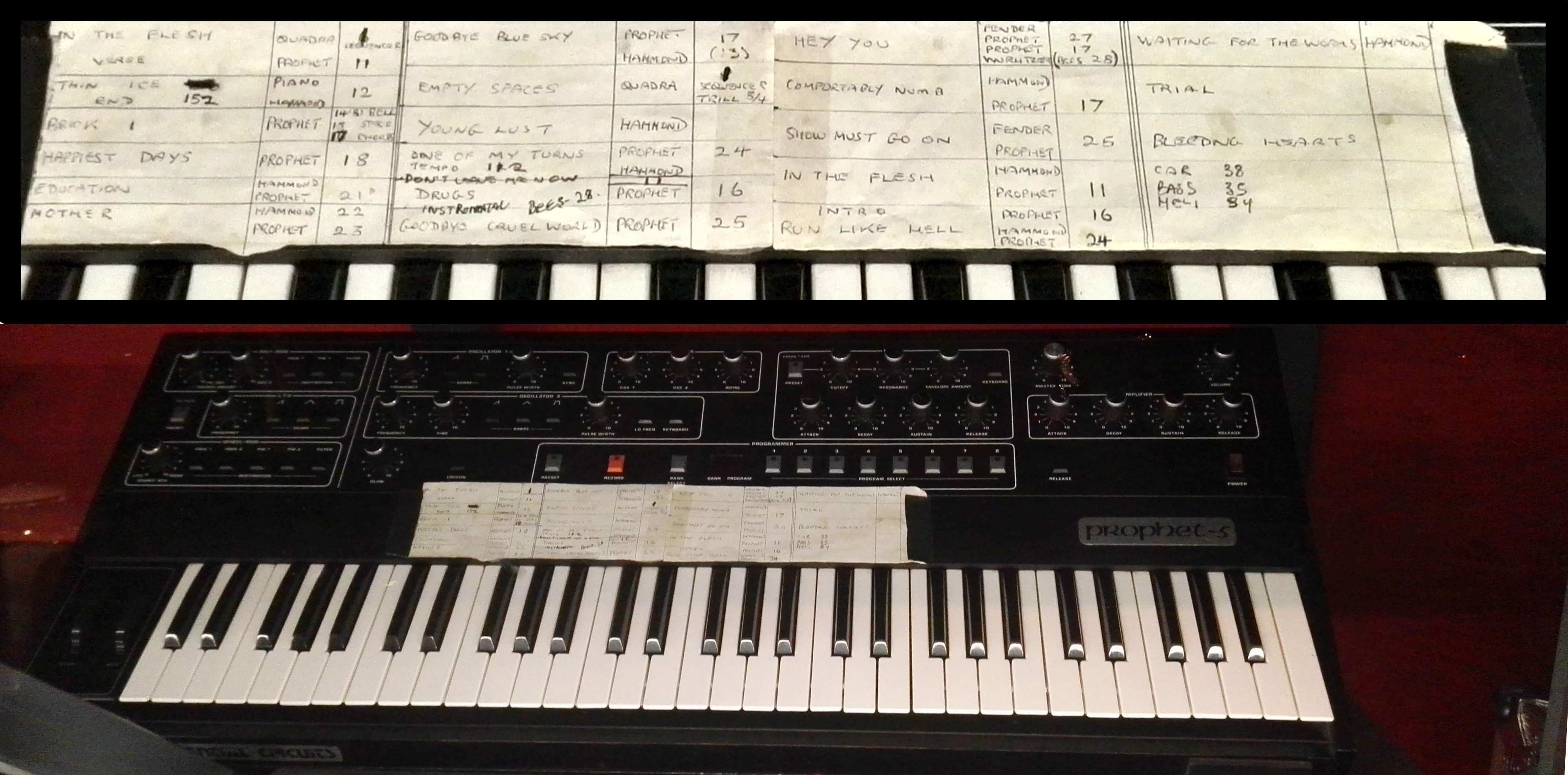
O sintetizador Prophet-5 de Wright, usado na turnê The Wall

Na década de 1970, Wright começou a usar sintetizadores como o VCS 3, ARP String Ensemble e Minimoog, que foram apresentados em "Shine on You Crazy Diamond". Wright escreveu a parte final da faixa sozinho e incluiu um breve trecho do primeiro single da banda, "See Emily Play", no Minimoog no final. Ele usou vários pianos elétricos durante a década de 1970, incluindo um Wurlitzer alimentado por um pedal wah-wah em "Money" e uma introdução de Rhodes sem acompanhamento para "Sheep" em Animals.
A partir da turnê Momentary Lapse of Reason de 1987, Wright e o tecladista Jon Carin preferiram os sintetizadores digitais Kurzweil, incluindo o teclado K2000 e o módulo de rack K2000S para reproduzir sons de piano e piano elétrico. Wright manteve o Hammond junto com um alto-falante Leslie, tocando-o no palco e usando-o durante as sessões de The Division Bell.
Além dos teclados, Wright tocava violão, flauta, violoncelo, trombone, violino, bateria, saxofone e baixo. Outros teclados que ele usou no estúdio foram piano de cauda, cravo, celesta e harmônio, como na canção solo de Barrett "Love Song" e "Chapter 24".

## Vida pessoal
Wright se casou com sua primeira esposa, Juliette Gale, em 1964. Ela havia sido cantora em uma das primeiras bandas que evoluíram para o Pink Floyd. Eles tiveram dois filhos e se divorciaram em 1982. O segundo casamento de Wright, com Franka, durou de 1984 a 1994. Wright se casou com sua terceira esposa, Mildred "Millie" Hobbs, em 1995, com quem teve um filho, Ben. O álbum solo de Wright de 1996, Broken China, é sobre sua batalha contra a depressão. Eles se separaram em 2007. A filha de Wright, Gala, foi casada com o baixista Guy Pratt, que excursionou e gravou com o Pink Floyd após a saída de Waters.
Wright gostava das ilhas gregas desde uma visita sabática em 1964, antes da formação do Pink Floyd. Ele se mudou para a Grécia em 1984 após o projeto Zee, aposentando-se brevemente da música e gostava de velejar e andar de iatismo. Na década de 1970, ele adquiriu uma propriedade em Lindos, Rodes. Em seus últimos anos, Wright morou em Le Rouret, França, e passou um tempo em um iate de sua propriedade nas Ilhas Virgens. Ele achou a vela terapêutica, aliviando-o das pressões do mundo da música. Ele também era um colecionador de tapetes persas.

## Discografia

### Com o Pink Floyd
- The Piper at the Gates of Dawn (1967)
- A Saucerful of Secrets (1968)
- Music from the Film More (1969)
- Ummagumma (1969)
- Atom Heart Mother (1970)
- Meddle (1971)
- Obscured by Clouds (1972)
- The Dark Side of the Moon (1973)
- Wish You Were Here (1975)
- Animals (1977)
- The Wall (1979)
- A Momentary Lapse of Reason (como músico contratado) (1987)
- The Division Bell (novamente como integrante oficial) (1994)
- The Endless River (2014)

### Com Syd Barrett
- Barrett (1970)

### Com David Gilmour
- David Gilmour in Concert (2002)
- On an Island (2006)
- Remember That Night (2007)
- Live in Gdańsk (2008)
- Luck and Strange (2024)

### Discografia solo
- Wet Dream (1978)
- Identity - sob o nome Zee, (com Dave Harris) (1984)
- Broken China (1996)